# Edwardsina williamsi
Edwardsina williamsi är en tvåvingeart som beskrevs av Peter Zwick 1977. Edwardsina williamsi ingår i släktet Edwardsina och familjen Blephariceridae. Inga underarter finns listade i Catalogue of Life.